# Stenotarsus obtusus
Stenotarsus obtusus es una especie de coleóptero de la familia Endomychidae.

## Distribución geográfica
Habita en Panamá y Guatemala.